# Ернст Біршенк
Ернст Біршенк (нім. Ernst Bierschenk; 4 листопада 1894, Кассель — 12 січня 1956, Кассель) — німецький залізничник, старший машиніст локомотива Імперської, потім Федеральної залізниці. Кавалер Лицарського хреста Хреста Воєнних заслуг з мечами.

## Біографія
В 1914 році вступив добровольцем в піхотний полк «фон Віттіх» (3-й кургессенський) №83, дислокований в Касселі. Учасник Першої світової війни. В 1917 році важко поранений (прострелена легеня). Після одужання продовжив службу в полку, але в боях більше не брав участі.
В 1919 році вступив в машиністом в дирекцію Імперської залізниці Касселя. Під час Німецько-радянської війни переведений в дирекцію Імперської залізниці Мінська. Восени 1943 року поїзд Біршенка атакували радянські партизани, застосовуючи гранати і кулемети. Як наслідок, тільки локомотив отримав 37 влучань. Біршенк разом з кочегаром зміг успішно відбити напад.
Після завершення війни короткий час перебував у полоні. Після звільнення продовжив працювати машиністом. 31 липня 1953 року вийшов на пенсію. Помер від хронічної хвороби легень, зумовленої отриманим у першу світову війну пораненням.

## Нагороди
- Залізний хрест 2-го класу
- Нагрудний знак «За поранення» в чорному
- Почесний хрест ветерана війни з мечами
- Хрест Воєнних заслуг 2-го і 1-го класу з мечами
- Медаль «За зимову кампанію на Сході 1941/42» (25 листопада 1942)
- Лицарський хрест Хреста Воєнних заслуг з мечами (7 грудня 1943) — нагороджений за поданням імперського міністра транспорту Юліуса Дорпмюллера; вручений Йозефом Геббельсом в День німецьких залізничників.
- Почесний знак «За вірну службу» 2-го ступеня (25 років; 1944)